# 列王紀 (伊朗)

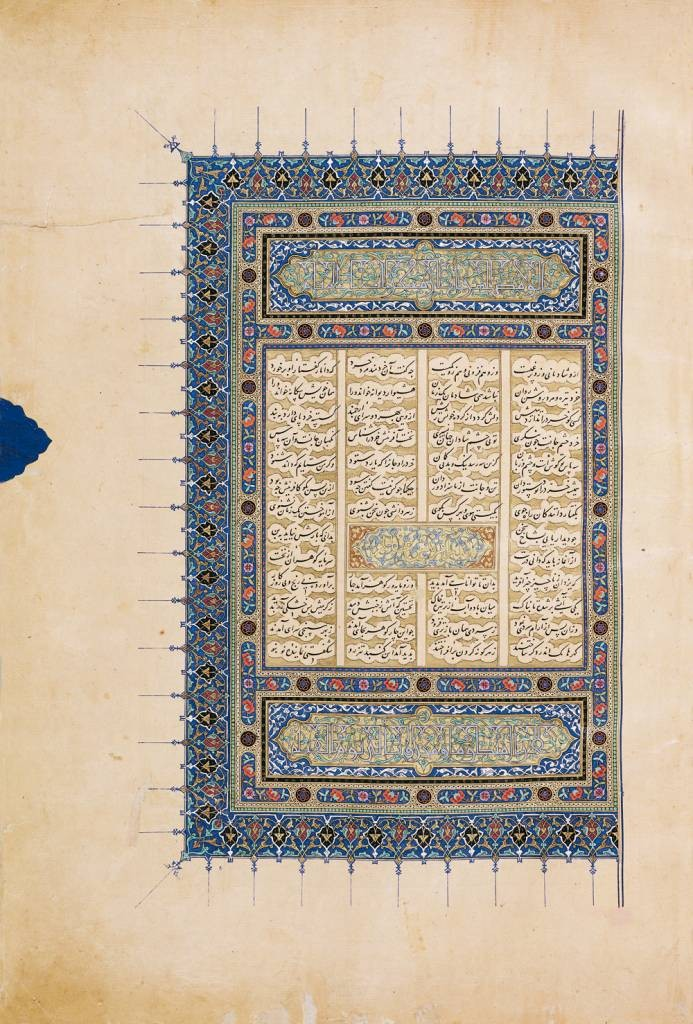
一本《列王纪》古卷的精美封面

《列王紀》，亦被稱為《王书》、《列王書》、《諸王之書》，其是波斯民族的史诗。《列王纪》由10世纪末及11世纪初期的著名波斯诗人菲尔多西用波斯文所著，长约6万多联押韵对句（共12万多行），记录了从远古神话时期到7世纪的波斯萨珊王朝灭亡这4000多年间的波斯帝国的神话传说和历史故事，和波斯国王对犹太人的态度以及犹太人在波斯帝国中的地位和角色，以及50多位帝王的统治。这部史诗被称为是波斯古代社会生活的百科全书，对波斯语言和文化在阿拉伯人统治时期能够得以保存起了重要作用，是伊朗民族的文化認同中重要的一部份。《列王记》不仅在波斯文学中具有重要地位，对中亚其他民族的文学也有明显的影响。

## 历史
在阿拉伯人灭亡萨珊王朝以前，波斯人主要信仰的是琐罗亚兹德教，其主要经书为《阿维斯塔》。“阿维斯塔”的词意便是知识总汇，或箴言总汇，可以说是波斯文化的汇总。但历史上古波斯文化因外族入侵有过两次毁灭性的毁坏。一是公元前331年亚历山大大帝远征征服了波斯，焚毁了被抄写在12000张牛皮上的《阿维斯塔》经书。但人们仍将记忆在头脑中的1/3内容重做复原。第二次是公元7世纪阿拉伯人灭亡波斯王朝后，力图对《阿维斯塔》以及波斯文化再次给予毁灭。但波斯人一直试图保持自己的民族文化和语言。菲尔多西的时代，波斯人在远离阿拉伯人统治中心巴格达的一些波斯土地上建立了相对独立的地方政权。这些地方政权的统治者表面臣服于阿拉伯人，但却在自己的统治下宣扬波斯文化。许多波斯人抵制阿拉伯语，坚持用本民族的通用语言巴列维语（即中古波斯语）写作。巴列维语和阿拉伯语斗争的结果产生了达理波斯语（即近代波斯语）。菲尔多西就是用这种新兴的语言来记录和汇总波斯的历史传说，写成了《列王纪》。
在波斯地方政權的統治者对波斯文化的倡导和推动下，在菲尔多西之前，已经有了5部《王書》問世，其中3部為散文體，2部為詩體。其一为薩曼王朝的呼罗珊总督下令收集民间传说整理而成的散文体《王书》，在当时较有影响，是菲尔多西创作《列王纪》的重要参考资料之一；其二为萨曼王朝的宮廷詩人塔吉基曾受命寫《王書》，但因被僕人殺害，只完成了1000行。菲爾多西將這1000行詩全部收錄在《王書》中，以資紀念。菲尔多西参考的其他资料中还有用巴列维语编写的伊朗正史《帝王纪》，以及一些传留民间的英雄故事（比如鲁斯塔姆家族故事），还有口头传唱的一些神话传说和民间传说。
菲尔多西开始创作《列王纪》的时候大约在公元977年～980年间，经过几次修改，直到诗人快逝世时（1020年）才完成。在萨曼王朝被加兹尼王国征服后，菲尔多西曾将《列王纪》结集7卷献给号称热爱波斯文化的突厥裔国王马赫穆德，但因宗教和政治上的分歧没有受到赏识。

## 內容
《列王纪》从写作顺序和体裁上，可被划为三个部分：
- 神话传说，约1万余行，主要讲述俾什达迪王朝诸位帝王与恶魔阿赫里曼及其他妖怪斗争的故事，最后讲述了暴君扎哈克的千年暴政和铁匠卡维带领的反抗。
- 英雄传奇，约6万多行，是史诗的精华和核心，记述了从俾什达迪王朝末期到凯扬王朝结束这数百年期间伊朗和邻国的战争，成功的塑造了众多帝王和一大批英雄人物。尤其是有关盖世英雄鲁斯塔姆的故事是史诗最为精彩的部分，流传极广。[3]
- 历史故事，约3万余行，主要记述了亚历山大大帝远征波斯和萨珊王朝的诸位帝王及历史故事。

## 传播和影响
《列王纪》最早的外文译本是阿拉伯文，于1223年被部分翻译。15世纪出现了土耳其文散文译本。18世纪以后陆续出现了英、法、德、俄、意、拉丁文诗体或散文体译本，在欧洲流传。1934年全世界纪念菲尔多西诞生千年纪念时，《列王纪》和菲尔多西在中国的《文学》杂志上得到详细介绍。

## 插画本

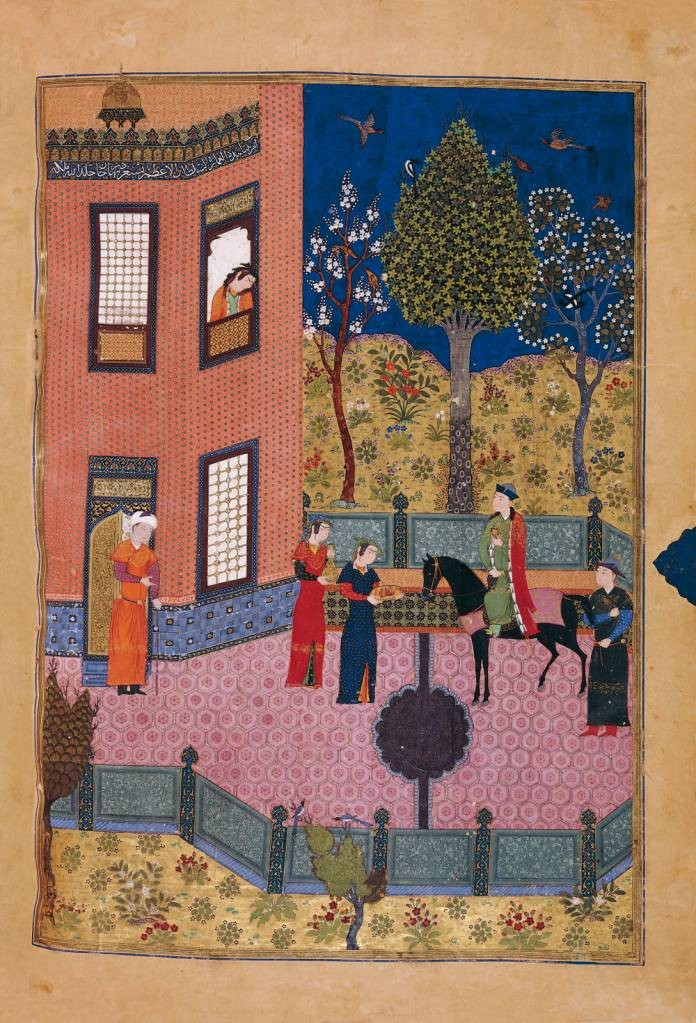
Baysonghori版《列王纪》中的插画

《列王纪》的插画本是波斯细密画最华丽的范例。最精美的版本是藏于大都会艺术博物馆的霍顿版，是在16世纪初由伊朗王塔赫马斯普下令制成的。虽然有几个《列王纪》插图本是完整的，但最著名的两个插图本（霍顿版和大蒙古版）却在20世纪被分成多页出售。霍顿版的有一页在2006被卖出过£904,000的高价。泥金裝飾手抄本的Baysonghori版《列王纪》（伊朗古列斯坦皇宫）还被包括在UNESCO的世界记忆项目中的文化遗产部分。大蒙古版《列王纪》是在伊兒汗國不賽因的统治时期制成的，是插图最多的和最重要的版本之一。

## 其他
日本小說家田中芳樹的作品《亞爾斯蘭戰記》就是以這本書的故事作藍本。

## 延伸阅读
- 张鸿年. . 北京大学出版社. 2009. ISBN 9787301152478.
- （伊朗）菲尔多西 著，张鸿年，宋丕方 译. . 译林出版社. 2000. ISBN 9787805679631.
- （伊朗）菲尔多西 著，张鸿年 译. . 人民文学出版社. 1991. ISBN 9787020012459.
- 《中国大百科全书》总编委会 (编). .  6. 中国大百科全书出版社: 409. 2009. ISBN 9787500079583.

## 外部連結
- . 伊朗伊斯兰共和国对外广播电台华语台. 2010-04-21  [2012-08-09]. （原始内容存档于2012-09-05）.
- . 外语教育网.   [2012-08-09]. （原始内容存档于2019-06-10）.
- . 中南财经政法大学法学院图书馆. 2012-01-10  [2012-08-09]. （原始内容存档于2016-03-25）.
- Iraj Bashiri, Characters of Ferdowsi's Shahnameh, Iran Chamber Society, 2003 （页面存档备份，存于）.
- Encyclopædia Iranica entry on Baysonghori Shahnameh （页面存档备份，存于）
- Folios from the Great Mongol Shahnama （页面存档备份，存于） at the Metropolitan Museum of Art
- The Shahnameh Project, Cambridge University (includes large database of miniatures)
- Ancient Iran’s Geographical Position in Shah-Nameh（页面存档备份，存于）

English translations by:
- Helen Zimmern, 1883, Iran Chamber Society （页面存档备份，存于）, MIT（页面存档备份，存于）
- Arthur and Edmond Warner, 1905–1925, (in nine volumes) at the Internet Archive: 1, 2, 3, 4, 5, 6, 7, 8, 9